# Peltospira
Peltospira is een geslacht van weekdieren uit de klasse van de Gastropoda (slakken).

## Soorten
- Peltospira delicata McLean, 1989
- Peltospira lamellifera Warén & Bouchet, 1989
- Peltospira operculata McLean, 1989
- Peltospira smaragdina Warén & Bouchet, 2001